# 와리오 게임 목록
다음은 《와리오 시리즈》의 게임 목록이다.

## 와리오 랜드
| 제목                                   | 출시일           | 플랫폼            |
| -------------------------------------- | ---------------- | ----------------- |
| 슈퍼 마리오 랜드 3: 와리오 랜드        | 1994년 1월 21일  | 게임보이          |
| 버추얼 보이 와리오 랜드: 아마존의 비보 | 1995년 12월 1일  | 버추얼 보이       |
| 와리오 랜드 2 도둑맞은 재보            | 1998년 10월 21일 | 게임보이 컬러     |
| 와리오 랜드 3 신기한 오르골            | 2000년 3월 21일  | 게임보이 컬러     |
| 와리오 랜드 4                          | 2001년 8월 21일  | 게임보이 어드밴스 |
| 와리오랜드 셰이킹                      | 2008년 7월 24일  | Wii               |

### 관련 게임
다음은 와리오 랜드라는 이름이 붙지 않지만, 와리오 랜드 시리즈와 같은 시스템인 액션 게임 작품이다.
| 제목                | 출시일          | 플랫폼          |
| ------------------- | --------------- | --------------- |
| 와리오 월드         | 2004년 5월 27일 | 닌텐도 게임큐브 |
| 괴도 와리오 더 세븐 | 2007년 1월 18일 | 닌텐도 DS       |

## 메이드 인 와리오
| 제목                             | 출시일           | 플랫폼                 |
| -------------------------------- | ---------------- | ---------------------- |
| 메이드 인 와리오                 | 2003년 3월 21일  | 게임보이 어드밴스      |
| 모여라!! 메이드 인 와리오        | 2003년 10월 17일 | 닌텐도 게임큐브        |
| 돌려라 메이드 인 와리오          | 2004년 10월 14일 | 게임보이 어드밴스      |
| 만져라 메이드 인 와리오          | 2004년 12월 2일  | 닌텐도 DS              |
| 춤춰라 메이드 인 와리오          | 2006년 12월 2일  | Wii (체감형)           |
| 찍어라 메이드 인 와리오          | 2008년 12월 24일 | 닌텐도 DSi웨어         |
| 메이드 인 나                     | 2009년 4월 29일  | 닌텐도 DS              |
| 플레이하는 메이드 인 나          | 2009년 4월 29일  | Wii웨어                |
| 게임 & 와리오                    | 2013년 3월 28일  | Wii U                  |
| 메이드 인 와리오 고저스          | 2018년 8월 2일   | 닌텐도 3DS             |
| 즐거움을 나눠라 메이드 인 와리오 | 2021년 9월 10일  | 닌텐도 스위치          |
| 끝내주게 춤춰라 메이드 인 와리오 | 2023년 11월 3일  | 닌텐도 스위치 (체감형) |

## 관련 게임
| 제목            | 출시일          | 플랫폼        |
| --------------- | --------------- | ------------- |
| 마리오 & 와리오 | 1993년 8월 27일 | 슈퍼 패미컴   |
| 와리오의 숲     | 1994년 2월 19일 | 패밀리 컴퓨터 |